# Searsia gracillima
Searsia gracillima är en sumakväxtart som först beskrevs av Adolf Engler, och fick sitt nu gällande namn av Moffett. Searsia gracillima ingår i släktet Searsia och familjen sumakväxter. Utöver nominatformen finns också underarten S. g. glaberrima.